# Pulau (Muara Tembesi)
Pulau is een bestuurslaag in het regentschap Batang Hari van de provincie Jambi, Indonesië. Pulau telt 1530 inwoners (volkstelling 2010).